# ウォームスタンバイ
ウォームスタンバイは、コンピュータシステムや通信機器などの障害対策である、冗長化（二重化、多重化）の方法の1つであり、本番機（稼働機）に対して予備機（待機機、バックアップ機）を、通常時からある程度は起動しておき、本番機の障害発生時には業務アプリケーションなどのプログラムを起動し、予備機に処理を移すという方式である。

## 概要
ウォームスタンバイは、ホットスタンバイとコールドスタンバイの間に位置する方式であるが、どのような形態や範囲を『ウォームスタンバイ』と呼ぶかは、定義やソフトウェアによって異なる。
障害対策クラスターでリソース引継ぎ型のものは、通常時から予備機で電源やオペレーティングシステムやクラスタリング用ソフトウェアが起動しているため、これをウォームスタンバイとよぶ場合も多い。